# François Simon (ciclista)
François Simon (Troyes, Aube, 28 d'octubre de 1968) és un ciclista francès, que fou professional entre 1991 i 2002. Simon és germà dels també ciclistes professionals Régis, Pascal i Jérôme Simon.
En el seu palmarès destaca una victòria al Giro d'Itàlia de 1992, el Campionat nacional en ruta de 1999 i el fet d'haver vestit el mallot groc de líder al Tour de França de 2001 durant tres etapes.

## Palmarès
- 1990
  - Vencedor d'una etapa a la Volta a Àustria
  - Vencedor d'una etapa al Circuit des Mines
- 1992
  - 1r a la Mig agost bretona
  - Vencedor de 2 etapes del Tour de l'Avenir
  - Vencedor d'una etapa al Giro d'Itàlia
  - Vencedor d'una etapa al Tour de Poitou-Charentes
- 1993
  - Vencedor d'una etapa al Tour de Poitou-Charentes
- 1996
  - Vencedor d'una etapa al Circuit de La Sarthe
  - Vencedor d'una etapa al Critèrium del Dauphiné Libéré
- 1999
  -  Campió de França en ruta
  - 1r a la Châteauroux Classic de l'Indre
- 2000
  - Vencedor d'una etapa a la París-Niça

### Resultats al Tour de França
- 1993. 57è de la classificació general
- 1994. 43è de la classificació general
- 1995. 59è de la classificació general
- 1996. 86è de la classificació general
- 1997. 32è de la classificació generall
- 1998. 57è de la classificació general
- 1999. 30è de la classificació general
- 2000. 58è de la classificació general
- 2001. 6{è de la classificació general.  Porta el mallot groc durant tres etapes
- 2002. Fora de control (12a etapa)

### Resultats al Giro d'Itàlia
- 1992. 61è de la classificació general. Vencedor d'una etapa
- 1995. 95è de la classificació general